# Station Luxembourg (Parijs)
Luxembourg is een station gelegen op de grens tussen het vijfde en het zesde arrondissement in de Franse hoofdstad Parijs.

## Het station
Luxembourg was het oude, noordelijke eindpunt van de Ligne de Sceaux die Parijs verbond met het zuidelijke Limours. Nu rijdt RER B langs het station. Het is gelegen aan de boulevard Saint-Michel en ligt op loopafstand van de Jardin du Luxembourg. Het station is tussen 2000 en 2001 geheel gerenoveerd en telt twee sporen en twee perrons. Voor Carte Orange-gebruikers ligt het in zone 1.

## Overstapmogelijkheid
Er is een overstapmogelijk naar acht bussen van het Parijse vervoersbedrijf RATP, inclusief de Open Tour, die toeristen per bus een beeld kunnen geven van de hoofdstad. Ook de drie lijnen van het nachtnet Noctilien hebben een halte bij het station.

## Vorig en volgend station
| Richting                                | Vorig station | Lijn  | Volgend station           | Richting                                             |
| --------------------------------------- | ------------- | ----- | ------------------------- | ---------------------------------------------------- |
| Robinson B2 Saint-Rémy-lès-Chevreuse B4 | Port-Royal    | RER B | Saint-Michel - Notre-Dame | Aéroport Charles de Gaulle 2 TGV B3 Mitry - Claye B5 |